# Dicranomyia (Pseudoglochina) angustapicalis
Dicranomyia (Pseudoglochina) angustapicalis is een tweevleugelige uit de familie steltmuggen (Limoniidae). De soort komt voor in het Oriëntaals gebied.